# Festolândia
Festolândia foi um programa infantil exibido entre 1991 e 2005 pelo SBT

## História
Eliana participava do Qual é a Música com o grupo  Banana Split quando o apresentador Sílvio Santos que convidou Eliana para apresentar um programa infantil na emissora e no dia 19 de agosto de 1991 estreava no SBT o Festolândia, inicialmente transmitido no horário das 09:00 da manhã às 10:30 com isso, o programa de Mariane que era nesse horário passou a ser transmitido mais cedo, às 07:30 da manhã 
O programa não foi bem aceito e derrubou a audiência do programa Mariane que conseguia superar o ibope da Globo no horário. Para buscar melhores índices de audiência o Festolândia mudou de horário indo para os domingos pela manhã, mas ainda mantendo o mesmo formato, a audiência não melhorava então o Festolândia virou apenas uma sessão de desenhos apresentada por Eliana aos domingos pela manhã similar ao que ela já fazia diariamente no Sessão Desenho sendo cancelado em três meses, o último Festolândia com Eliana foi ao ar em 16 de novembro de 1991
voltou em 1998, temporariamente e saiu do ar no mesmo ano, retornou ainda em 1998, depois do Bom Dia & Cia, já com a Jackeline Petkovic (ex-fantasia).
Em 1999, passou para as onze horas e voltou para o meio-dia em 17 de julho de 2000 aonde a sessão de desenhos Festolândia, do SBT, estreava o desenho “O Rei do Pedaço” e episódios da nova versão do Pica-Pau. Em 2003, aos sábados, o programa começava após o Sábado Animado, às 11h30 apresentando desenhos da Disney. O programa foi se ajustando nos horários e em 2005 era apresentado ao meio dia e quarenta e cinco, exibindo cada dia um desenho diferente, como Samurai Jack e outros dia 4 de julho de 2005 o infantil estreava os desenhos Jovens Titãs e Duelo Shaolin. A última exibição do programa foi em 12 de agosto de 2005, o horário foi ocupado pelo seriado mexicano Chaves.

### Formato
Festolândia tinha um cenário que representava um castelo, crianças vestidas de fadas e duendes - Algo similar ao que já havia sido feito por Simony em seu programa Show da Simony - Eliana comandava brincadeiras e chamava os desenhos como: Pica-pau, Ursinho Puff, Cavalo de Fogo, entre outros. Entre os personagens estavam um boneco fantoche, chamado Gênio do Poço, que protagonizava situações cômicas com Eliana como interlocutora; e a vilã era uma perversa Bruxa.

### Curiosidades
- Foi o primeiro programa de Eliana no SBT
- Edílson Oliveira que fazia o personagem Chiquinho nos programas da Record de Eliana era responsável por dar vida ao Gênio, um boneco manipulado do programa.
- Durante a década de 2000 o Festolândia era exibido apenas nas TVs parabólicas de todo Brasil e em algumas filiais que não tinham programação regional, já que, a maioria das filiais exibiam sua programação local nesse horário.
- A estética do programa remetia a um mundo encantado de conto de fadas, com direito a castelo medieval, mina, vilarejo e muitas crianças espalhadas pelo cenário.[1]

## Aberturas
- A Festolândia teve quatro aberturas diferentes, na primeira, aparecia um álbum que ia mostrando fotos da Eliana com crianças em um cenário, acompanhados dos nomes da equipe de produção, diretos e etc...a segunda vinheta aparecia apenas o nome do programa, em ambas vinhetas a abertura era ao som da música Era Uma Vez de Eliana, a logomarca continuou a mesma com um castelo, arco-íris e o nome Festolândia, apenas o plano de fundo mudou passando da cor azul-escura para um plano de fundo representando um céu azul claro com nuvens.
- No fim da década de 90 a abertura e trilha sonora mudaram, apareciam os personagens dos desenhos em preto e branco numa folha de papel enquanto um lápis ia colorindo no fim aparecia uma mancha de tinta amarela sob um fundo branco e o nome "Festolândia" na cor vermelha.
- Em 2004 uma nova abertura e trilha sonora, nessa fase a abertura tinha vários bonecos gigantes em 3D dentro de uma casa, eles ligavam a televisão e aparecia a logo do programa que nessa fase deixou de ser vermelho passando a ser na cor laranja com o contorno azul-escuro, o fundo era um espiral de cores claras azul e rosa.